# Coalition de la flottille de la Liberté
Pour la liste des initiatives de la coalition, voir Flottille de la liberté.
La Coalition de la flottille de la Liberté (FFC, pour, en anglais Freedom Flotilla Coalition) est un mouvement activiste de solidarité international, en particulier luttant contre le blocus de la bande de Gaza. La coalition a eu une couverture médiatique mondiale après l'arrestation des membre de l'expédition de juin 2025 par la marine israélienne.

## Histoire
Crée en 2010, la Coalition de la flottille de la Liberté réunit des militants de nombreux pays en vue de fournir de l'aide durant la crise humanitaire à Gaza.

## Buts & campagnes
La coalition annonce les objectifs suivants,:
- Briser le blocus de la bande de Gaza.
- Informer le monde à propos de cette situation.
- Condamner publiquement les acteurs publics et les gouvernements qui autorisent le blocus.
- Répondre à l'appel à la solidarité des organisations palestiniennes luttant pour briser le blocus.

Depuis sa création, les actions suivantes ont été lancées par la coalition:
- Flottille de la Liberté I, en mai 2010.
- Flottille de la Liberté II, en juin 2011.
- Flottille de la Liberté III, en mai 2015.
- Le Conscience, en mai 2025.
- Le Madleen, en juin 2025.
- Le Handala, en juillet 2025.